# Порозок (притока Псла)
Порозок — річка в Україні, у Сумському районі Сумської області. Права притока Псла (басейн Дніпра).

## Опис
Довжина річки приблизно 6,4 км.

## Розташування
Бере початок на південній стороні від селища Мар'їне. Тече переважно на південний захід через Микільське і біля Битиці впадає у річку Псел, ліву притоку Дніпра.

## Цікавий факт
Річка тече неподалік від ландшафного заказника місцевого значення «Батицький».